# Чемпіонат України з регбі 2011
Чемпіонат України 2011 року з регбі-15. У сезоні 2011 року була значно модифікована схема розіграшу. Команди Суперліги (окрім двох лідерів) та Вищої ліги розподілили на три групи відбіркового етапу за регіональним принципом.
«Олімп» та «Кредо-63» (Одеса), як базові клуби національних збірних з регбі та регбі-7, долучилися до першості вже у другому етапі.

## Перший етап

### Результати ігор
- 3 липня
  - Захід: «Оболонь-Університет» — «Сокіл» — 12:13
- 28 червня
  - Захід: «Роланд» — «Сокіл» — 0:58
- 25 червня
  - Захід: РК «Рівне» — «Оболонь-Університет» — 17:43 (17:19)
  - Південь: «Море» — «Політехнік» — 41:12
- 19 червня
  - Захід: РК «Рівне» — «Сокіл» — 3:31 (3:7)
  - Центр: «Тех-А-С» — «Арго» 30:0
  - Південь: «Політехнік» — «Динамо-Центр» 7:27
- 12 червня
  - Захід: «Роланд» — «Оболонь-Університет» — 0:29
  - Захід: «Сокіл» — РК «Рівне» — 49:8 (25:3)
  - Центр: «Антарес» — «Арго» — 102:5
  - Південь: «Епоха-Політехнік» — «Тех-А-С» — 48:0
- 11 червня
  - Захід: «Батяри» — РК «Рівне» — 5:36 (0:12)
  - Південь: «Динамо-Центр» — «Академія» — 45:19
- 5 червня
  - Південь: «Динамо-Центр» — «Море» — 24:20
  - Центр: «Егер» — «Тех-А-С» — 12:37 (5:25)
  - Захід: «Роланд» — РК «Рівне» — 30:0 (ТП)
  - Захід: «Батяри» — «Оболонь-Університет» — 8:38
- 4 червня
  - Центр: «Епоха-Політехнік» — «Арго» — 113:5 (24:5)
  - Захід: «Сокіл» — «Оболонь-Університет» — 29:5
  - Південь: «Політехнік» — «Академія» — 22:20 (3:10)
- 29 травня
  - Центр: «Арго» — «Антарес» — 0:40
- 28 травня
  - Захід: «Батяри» — «Роланд» — 23:22
  - Південь: «Політехнік» — «Море» 21:30
- 23 травня
  - Захід: «Сокіл» — «Батяри» — 35:10
- 22 травня
  - Центр: «Антарес» — ТЕХ-А-С — 24:13 (12:6)
- 21 травня
  - Захід: РК «Рівне» — «Роланд» — 3:24 (3:0)
- Команда КІПУ знялася з розіграшу.
- 15 травня
  - Центр: «Антарес» — «Епоха-Політехнік» — 11:5 (11:5)
- 14 травня
  - Захід: «Роланд» — Батяри — 72:3 (32:0)
  - Південь: «Море» — «КІПУ» — 67:3
- 2 травня
  - Захід: РК «Рівне» — «Батяри» 26:9 (7:3)
- 1 травня
  - Центр: Тех-А-С — Егер — 14:10
- 23 квітня
  - Захід: «Оболонь-Університет» — РК «Рівне» — 63:3 (34:3)
  - Центр: «Епоха-Політехнік» — Тех-А-С — 32:10 (19:0)
  - Південь: «Динамо-Центр» — «Політехнік» — 47:7
  - Південь: «Море» — «Академія» — 15:25 (3:13)
- 17 квітня
  - Центр: «Епоха-Політехнік» — «Арго» — 91:5
- 10 квітня
  - Захід: «Сокіл» — «Роланд» 56:0
- 9 квітня
  - Захід: «Оболонь-Університет» — «Батяри» 81:0
  - Південь: «Академія» — «Динамо-Центр» 14:24
- 3 квітня
  - Захід: «Оболонь-Університет» — «Роланд» 55:0
  - Центр: «Егер» — «Епоха-Політехнік» — 24:25
  - Центр: Тех-А-С — «Антарес» — 14:17 (6:10)
- 2 квітня
  - Захід: «Сокіл» — «Батяри» 69:0
  - Південь: КІПУ — «Академія» — 9:63
  - Південь: «Море» — «Динамо-Центр» — 3:61
- 27 березня
  - Центр: «Епоха-Політехнік» — «Антарес» 22:22 (10:10)
- 26 березня
  - Південь: «Академія» — «Політехнік» 18:17 (13:3)

#### Західна зона
| # | Команда                              | В | Н | П | Р: О    | О  | М |
| - | ------------------------------------ | - | - | - | ------- | -- | - |
| 1 | «Сокіл» (Львів)                      | 8 | 0 | 0 | 340:38  | 39 | 1 |
| 2 | «Оболонь-Університет» (Хмельницький) | 6 | 0 | 2 | 326:70  | 31 | 2 |
| 3 | «Роланд» (Івано-Франківськ)          | 3 | 0 | 5 | 148:227 | 17 | 3 |
| 4 | РК «Рівне» (Рівне)                   | 2 | 0 | 6 | 99:254  | 9  | 4 |
| 5 | «Батяри» (Львів)                     | 1 | 0 | 7 | 58:379  | 4  | 5 |

#### Центральна зона
| # | Команда                   | В | Н | П | Р: О    | О  | М |
| - | ------------------------- | - | - | - | ------- | -- | - |
| 1 | «Епоха-Політехнік» (Київ) | 5 | 1 | 1 | 336:77  | 29 | 1 |
| 2 | «Антарес» (Київ)          | 5 | 1 | 0 | 216:59  | 25 | 2 |
| 3 | «Тех-А-С» (Харків)        | 3 | 0 | 4 | 118:143 | 15 | 3 |
| 4 | «Егер» (Київ)             | 0 | 0 | 3 | 46:76   | 3  | 4 |
| 5 | «Арго» (Київ)             | 0 | 0 | 5 | 15:376  | 0  | 5 |

#### Південна зона
| # | Команда                    | В | Н | П | Р: О    | О  | М |
| - | -------------------------- | - | - | - | ------- | -- | - |
| 1 | «Динамо-Центр» (Тирасполь) | 6 | 0 | 0 | 228:70  | 30 | 1 |
| 2 | «Академія» (Одеса)         | 3 | 0 | 3 | 159:132 | 15 | 2 |
| 3 | «Море» (Феодосія)          | 2 | 0 | 4 | 176:146 | 11 | 3 |
| 4 | «Політехнік» (Одеса)       | 1 | 0 | 5 | 86:183  | 5  | 4 |
| 5 | «КІПУ» (Сімферополь)       | 0 | 0 | 2 | 12:130  | 0  | 5 |

## Другий етап

### Група А
| # | Команда                              | В | Н | П | Р: О | О | М |
| - | ------------------------------------ | - | - | - | ---- | - | - |
| 1 | «Олімп» (Харків)                     |   |   |   | :    |   | 1 |
| 2 | «Оболонь-Університет» (Хмельницький) |   |   |   | :    |   | 2 |
| 3 | «Тех-А-С» (Харків)                   |   |   |   | :    |   | 3 |
| 4 | «Динамо-Центр» (Тирасполь)           |   |   |   | :    |   | 4 |
| 5 | «Море» (Феодосія)                    |   |   |   | :    |   | 5 |

### Група В
- 03/09 «Кредо-63» — «Сокіл» 66:05
- 04/09 «Антарес» — «Епоха-Політехнік» 21:23
- 11/09 «Сокіл» — «Епоха-Політехнік» 41:10
- 18/09 «Антарес» — «Кредо-63» 08:77
- 24/09 «Сокіл» — «Антарес» 28:10
- 25/09 «Кредо-63» — «Епоха-Політехнік» 03:55
- 01/10 «Епоха-Політехнік» — «Сокіл» 12:29
- 02/10 «Антарес» — «Сокіл» 26:37
- 08/10 «Кредо-63» — «Антарес» 30:00 (ТП)
- 09/10 «Епоха-Політехнік» — «Кредо-63» 0:73
- 16/10 «Сокіл» — «Кредо-63» 03:48
- 23/10 «Епоха-Політехнік» — «Антарес» 20:24

| # | Команда                   | В | Н | П | Р: О    | О  | М |
| - | ------------------------- | - | - | - | ------- | -- | - |
| 1 | «Кредо-63» (Одеса)        | 6 | 0 | 0 | 349:19  | 30 | 1 |
| 2 | «Сокіл» (Львів)           | 4 | 0 | 2 | 143:159 | 20 | 2 |
| 3 | «Антарес» (Київ)          | 1 | 0 | 5 | 89:215  | 4  | 4 |
| 4 | «Епоха-Політехнік» (Київ) | 1 | 0 | 5 | 68:243  | 5  | 3 |

П'ятою командою групи мала бути одеська «Академія», яка знялася з розіграшу перед початком другого етапу.

### Група С
- 03/09 «Політехнік» — «Батяри» 49:3
- 10/09 «Арго» — «Політехнік» 5:46
- 18/09 «Політехнік» — «Роланд» 32:5
- 25/09 «Роланд» — «Батяри» 24:8
- 01/10 «Арго» — «Роланд» 7:24
- 02/10 «Батяри» — «Політехнік» 10:32
- 23/10 «Роланд» — «Політехнік» 7:7
- 08/10 «Батяри» — «Арго» 13:5
- 09/10 «Арго» — «Батяри» 0:18
- 15/10 «Батяри» — «Роланд» 9:13
- 06/11 «Роланд» — «Арго»
- «Політехнік» — «Арго» 36:5

| # | Команда                     | В | Н | П | Р: О   | О  | М |
| - | --------------------------- | - | - | - | ------ | -- | - |
| 1 | «Політехнік» (Одеса)        | 5 | 1 | 0 | 202:35 | 27 | 1 |
| 2 | «Батяри» (Львів)            | 2 | 0 | 4 | 61:123 | 9  | 3 |
| 3 | «Арго» (Київ)               | 0 | 0 | 5 | 12:137 | 0  | 4 |
| 4 | «Роланд» (Івано-Франківськ) | 3 | 1 | 1 | 103:63 | 21 | 2 |

П'ятою командою групи мав бути рівненський РК «Рівне», який знявся з розіграшу напочатку другого етапу.

## Фінальний етап

### Ігри за перше місце
- 30/10 «Кредо-63» — «Олімп» 7:30
- 06/11 «Олімп» — «Кредо-63» 24:3

### Ігри за третє місце
- 30/10 «Оболонь-Університет» — «Сокіл» 17:25
- 06/11 «Сокіл» — «Оболонь-Університет» 38:11

## Підсумкова таблиця
| #  | Команда                              |
| -- | ------------------------------------ |
| 1  | «Олімп» (Харків)                     |
| 2  | «Кредо-63» (Одеса)                   |
| 3  | «Сокіл» (Львів)                      |
| 4  | «Оболонь-Університет» (Хмельницький) |
| 5  | «Епоха-Політехнік» (Київ)            |
| 6  | «Тех-А-С» (Харків)                   |
| 7  | «Динамо-Центр» (Тирасполь)           |
| 8  | «Антарес» (Київ)                     |
| 9  | «Море» (Феодосія)                    |
| 10 | «Політехнік» (Одеса)                 |
| 11 | «Роланд» (Івано-Франківськ)          |
| 12 | «Батяри» (Львів)                     |
| 13 | «Арго» (Київ)                        |

## Найрезультативніші гравці
1.	Олег Косарєв («Олімп») – 194 очка (17 спроб, 53 реалізації, 1 штрафний);
2. Микола Делієргієв («Кредо-1963») – 78 очок (4 спроби, 26 реалізацій, 2 штрафні);
3. Сергій Церковний («Олімп») – 65 очок (7 спроб, 12 реалізацій, 2 дроп-голи).